# Praf de copt

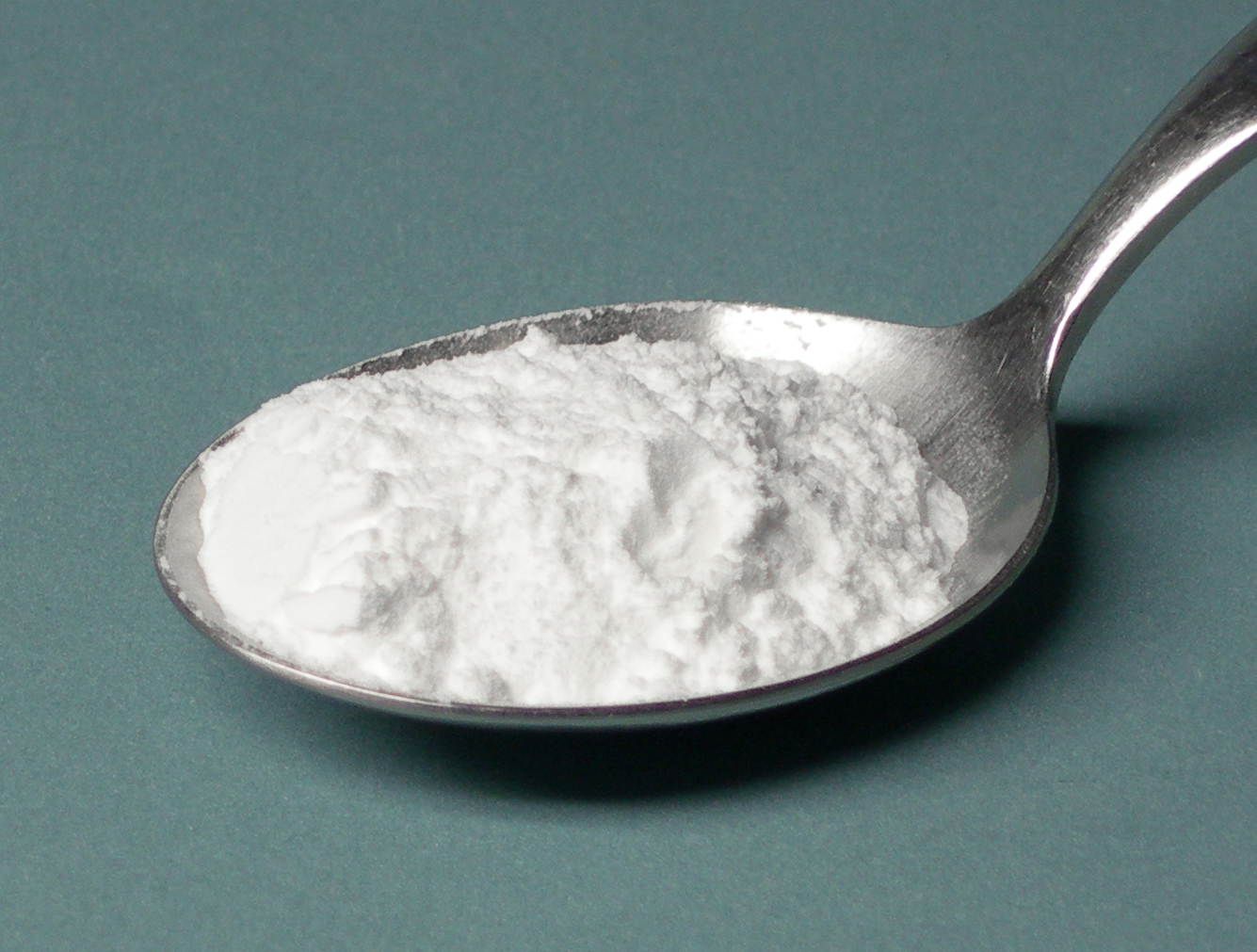
O linguriță cu praf de copt

Praful de copt este un agent de dospire granular esențial în industria panificației și patiseriei. Din punct de vedere chimic, acesta este compus dintr-o bază (bicarbonat de sodiu, NaHCO₃), un acid cristalizat (de obicei, acid tartric sau fosfați) și amidon, care are rolul de a menține ingredientele uscate și stabile în timpul depozitării.
Mecanismul de acțiune:
Când praful de copt intră în contact cu apă sau alte lichide, acidul și baza reacționează, eliberând dioxid de carbon (CO₂) sub formă de bule de gaz. Aceste bule sunt captate în aluat și contribuie la afânarea acestuia în timpul coacerii. La temperaturi ridicate, bicarbonatul de sodiu suferă o descompunere termică suplimentară, ceea ce contribuie la generarea de și mai mult CO₂. 
Formula chimică a descompunerii bicarbonatului de sodiu este: 2NaHCO₃ → Na₂CO₃ + H₂O + CO₂
Efect asupra aluatului:
•Panificație: 
În produse precum pâinea și prăjiturile, CO₂-ul eliberat creează goluri (alveole) în structură, făcând aluatul mai aerat și spongios. Aceasta contribuie la o textură moale și pufoasă.
•Biscuiți: 
În cazul biscuiților, gazul degajat determină expansiunea aluatului în toate direcțiile, rezultând produse care cresc uniform atât pe înălțime, cât și lateral.
•Patiserie:
Pentru produse de patiserie, praful de copt conferă o creștere uniformă și o textură fină, evitând crăpăturile sau deformările inestetice ale aluatului. Acest lucru este deosebit de important în produsele delicate, precum eclerele sau brioșele, unde uniformitatea și textura fină sunt esențiale.
Riscuri ale utilizării excesive:
Supradozarea prafului de copt poate duce la un gust neplăcut, alcalin, datorat bicarbonatului de sodiu rămas neutilizat. În plus, produsele pot prezenta o brunificare excesivă a suprafeței, afectând aspectul final.
Tipuri de praf de copt:
Există mai multe formule de praf de copt, inclusiv cel cu acțiune simplă (care începe reacția imediat la contactul cu lichidele) și cel cu dublă acțiune, care declanșează eliberarea de CO₂ în două faze: prima, în timpul amestecării aluatului, și a doua, la încălzire în cuptor.